# Orchestr Gewandhausu
Orchestr Gewandhausu (německy Gewandhausorchester, dříve Gewandhausorchester Leipzig, Orchestr lipského Gewandhausu) je symfonický orchestr se sídlem v Lipsku. Je to jeden z předních mezinárodních orchestrů a v současné době je to největší světový profesionální orchestr s přibližně 185 profesionálními hudebníky. Je to také nejstarší civilní koncertní orchestr v německy mluvící oblasti. Šéfdirigenti Orchestru Gewandhausu tradičně mají titul „Gewandhauskapellmeister“ (kapelník Gewandhausu). Od února 2018 tuto funkci má Andris Nelsons.
V současné době má orchestr v Lipsku tři závazky a tři pravidelná jeviště: Hraje jako koncertní orchestr v koncertním sále Gewandhausu, jako operní orchestr v Lipské opeře a od roku 1840 jako orchestr chrámové hudby v lipských městských kostelech, zejména v Tomášském kostele jako doprovod tamního chlapeckého sboru Thomanerchor. V Gewandhausu orchestr každoročně pořádá 48 symfonických koncertů, 20 zvláštních koncertů a 12 večerů komorní hudby.

## Dějiny

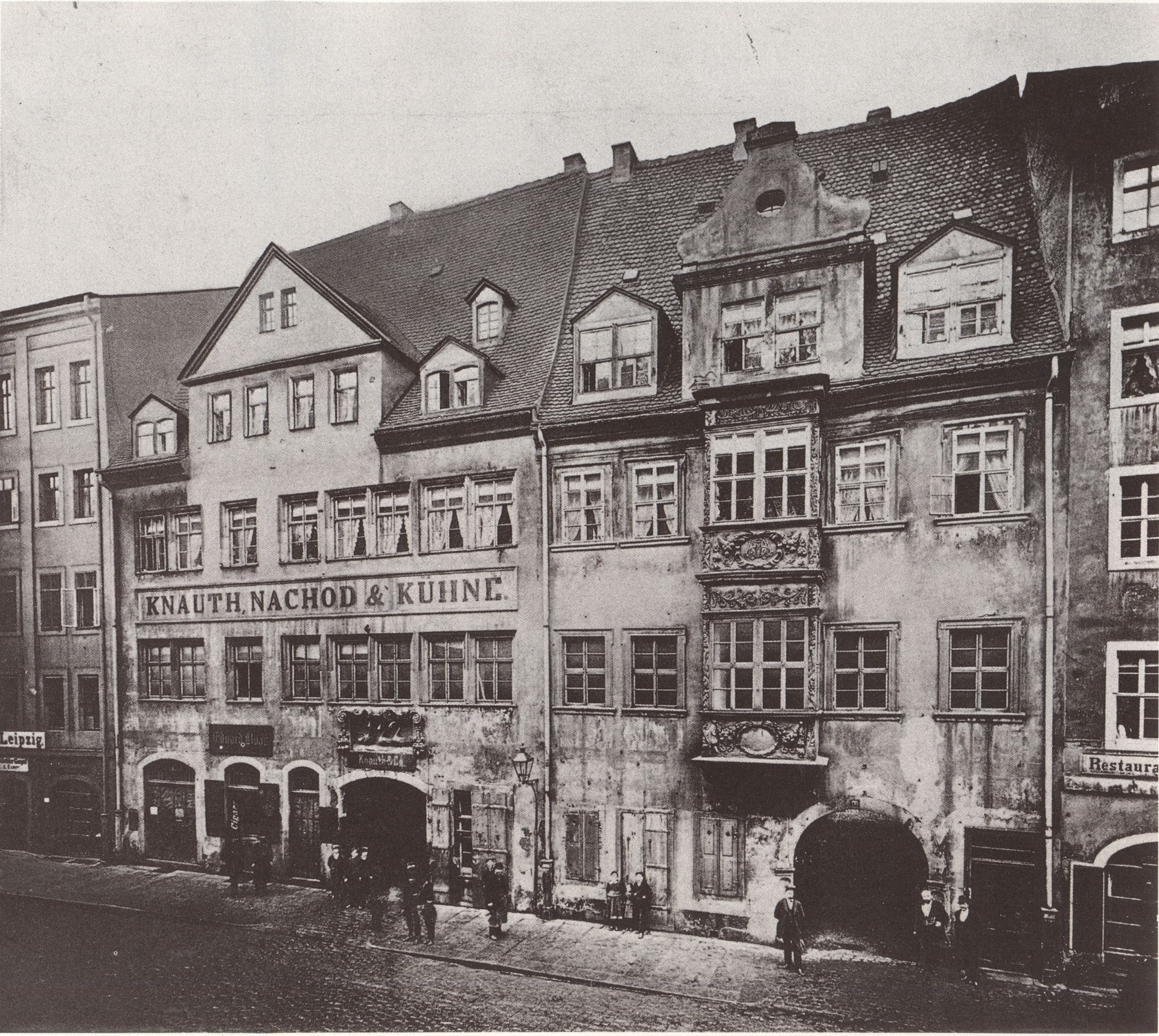
Bývalý hostinec Zu den drey Schwanen (vlevo), kde se konaly první „Velké koncerty“

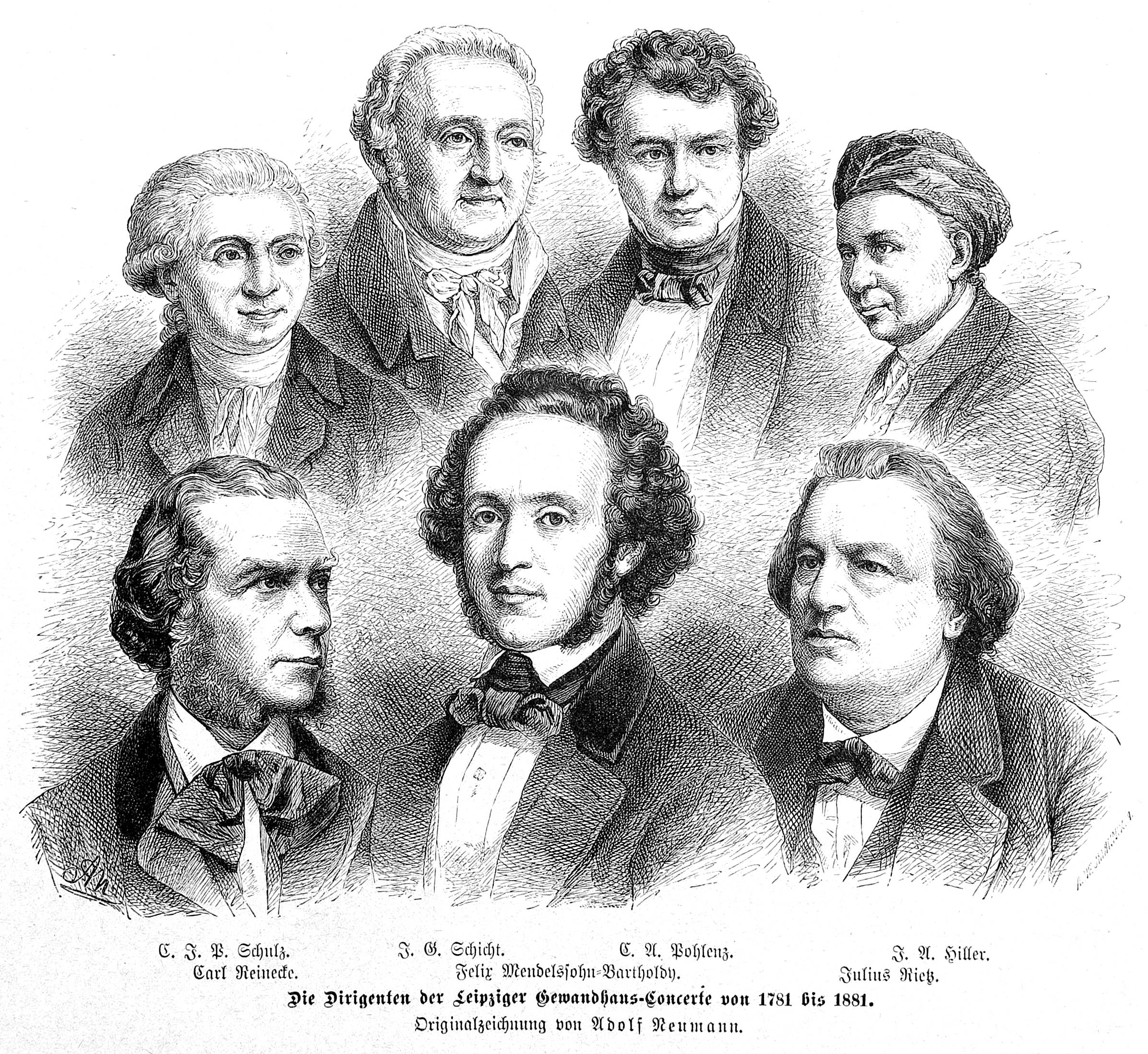
Dirigenti orchestru1781–1881:
vzadu (zleva) J. P. C. Schulz, J. G. Schicht, C. A. Pohlenz, J. A. Hiller; vepředu Carl Reinecke, Felix Mendelssohn Bartholdy a Julius Rietz

Historické kořeny Orchestru Gewandhausu sahají do roku 1479, kdy městská rada v Lipsku zaměstnala pištce jako hudební doprovod městských slavností, později také pro bohoslužby a divadelní představení. V roce 1743 šestnáct lipských obchodníků zaplatilo 16 hudebníků, včetně městských pištců, aby založili hudební společnost, Lipský koncert, jež pak poprvé zahrála 11. března 1743. Gewandhausorchester je proto považován za nejstarší koncertní orchestr v německy mluvícím světě, který vyrostl z měšťanského prostředí.
Zpočátku se koncerty konaly v městských domech, později kvůli velké popularitě v hostinci Zu den drey Schwanen na ulici Brühl č. 84. Pro představení se vžil název Velký koncert (Großes Concert), takže se tak představením orchestru říká dodnes.
Z iniciativy lipského starosty pak bylo v letech 1780–1781 přestavěno podkroví Gewandhausu, tehdy prodejního skladu obchodníků s látkami, na reprezentativní koncertní sál. Orchestr, tehdy s 32 hudebníky, měl nyní své první stálé působiště. V roce 1782 byl sál znovu přestavěn. Na přední stěně sálu byl Senekův výrok Res severa est verum gaudium (Skutečná radost je vážná věc), který se stal mottem orchestru.
Množí členové orchestru hráli i divadle, takže se zavedlo označení Gewandhaus- und Theaterorchester (Orchestr Gewandhausu a divadla). V roce 1840 byl orchestr uznán za městský orchestr, a od té doby byl zodpovědný také za církevní hudbu. Od té doby těleso funguje jako operní orchestr v Lipsku, jako koncertní orchestr a jako orchestr církevní hudby, který mimo jiné doprovází sbor Thomanenchor.
Reputace Lipska jako města hudby je do značné míry založena na práci Orchestru Gewandhausu. Premiéroval mnoho důležitých hudebních děl. Ve starém Gewandhausu vystoupili vynikající sólisté, jako Wolfgang Amadeus Mozart, Robert Schumann, Clara Schumannová, Carl Maria von Weber, Niccolò Paganini, Franz Liszt, Hector Berlioz, Frédéric Chopin, kapelník Gewandhausu Felix Mendelssohn Bartholdy, Richard Wagner a Johannes Brahms.
V roce 1868 bylo slavnostně otevřeno Nové divadlo na Augustově náměstí, postavení proto, že staré divadlo bylo už příliš malé. To umožnilo provádět opery s bohatší výpravou.
Poté, co Gewandhaus kvůli velkému počtu návštěvníků a rostoucímu orchestru přestal stačit, byl postaven Nový koncertní dům (také známý jako Nový Gewandhaus), do kterého se orchestr přestěhoval v roce 1884. Světově proslul svou vynikající akustikou. Proto byla jeho (zvětšená) kopie postavena jako koncertní sál v Bostonu. V lipské budově dirigovali mimo jiné Johannes Brahms, Petr Iljič Čajkovskij, Edvard Grieg, Richard Strauss a Anton Bruckner.
V roce 1916 byl orchestr pozván do Švýcarska, čímž uprostřed první světové války uskutečnil své první mezinárodní turné. Následovaly další dvě cesty do Švýcarska a první evropské turné v roce 1931.
Během velkého náletu v roce 1943 byl Nový koncertní dům zasažen bombami a vyhořel. Hudební nástroje orchestru, pečlivě ukryté do sklepa, nálet přežily. Ruina budovy byla stržena v březnu 1968. Nové divadlo bylo bombami také zničeno.

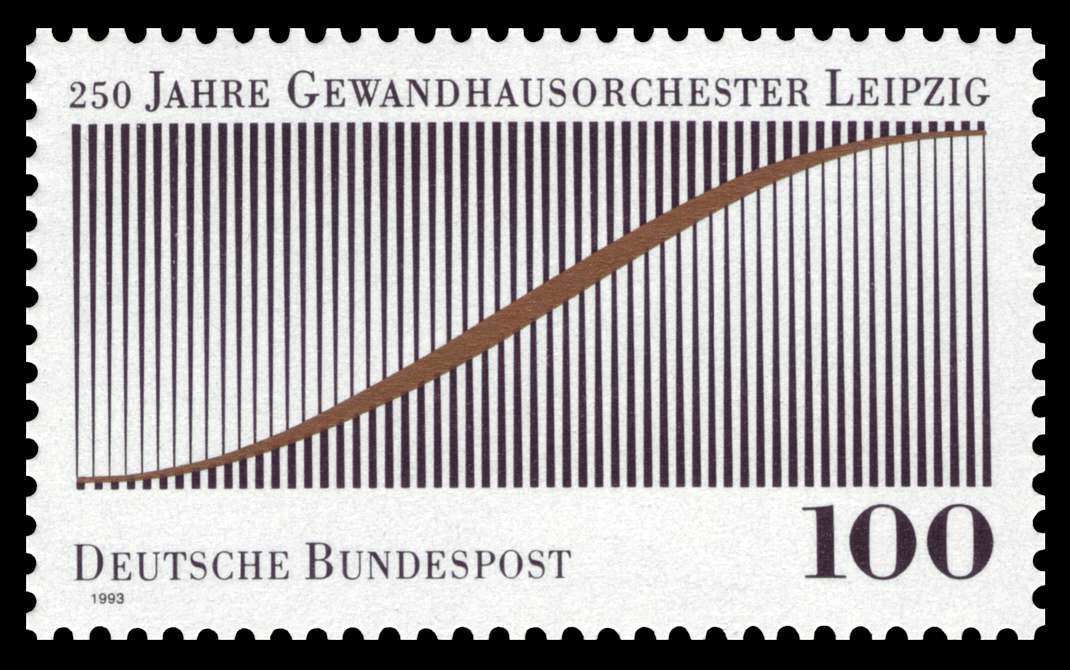
Zvláštní poštovní známka spolkové pošty k 250. výročí orchestru

Po roce 1945 orchestr Gewandhausu vystupoval nejdřív ve varieté, potom v kině a od roku 1947 do roku 1981 v kongresovém sále na Pfaffendorfer Strasse.
V roce 1960 byla na Marxově náměstí slavnostně otevřena nová lipská opera. V roce 1977 byla na opačné straně náměstí zahájena výstavba moderního koncertního sálu, který se opět nazývá Nový Gewandhaus. Návrhy této třetí budovy Gewandhausu pocházejí od Rudolfa Skody (s Eberhardem Göschelem, Volkerem Siegem a Winfriedem Sziegoleitem). V roce 1981 byl nový koncertní sál slavnostně otevřen, a od té doby zde Orchestr Gewandhausu sídlí. Stavba nové sálu je zásluhou zejména tehdejšího kapelníka Kurta Masura a šlo o jedinou novostavbu sálu určeného výhradně hudebním koncertům v dějinách Východního Německa.
Během této doby orchestr rozšířil svá koncertní turné i do zahraničí. V roce 1960 podnikl první turné po Japonsku, v roce 1974 první turné po USA, v roce 1980 první koncertní turné po Jižní Americe a v roce 2003 první cestu do Austrálie.

## Dirigenti
Chronologický seznam kapelníků Gewandhausu:
1. 1781–1785: Johann Adam Hiller
2. 1785–1810: Johann Gottfried Shift
3. 1810–1827: Johann Philipp Christian Schulz
4. 1827–1835: August Pohlenz
5. 1835–1847: Felix Mendelssohn Bartholdy
6. 1841/1842, 1852–1854: Ferdinand David
7. 1843/1844: Ferdinand von Hiller
8. 1844–1848: Niels Wilhelm Gade
9. 1848–1860: Julius Rietz
10. 1860–1895: Carl Reinecke
11. 1895–1922: Arthur Nikisch
12. 1922–1928: Wilhelm Furtwängler
13. 1929–1933: Bruno Walter
14. 1934–1945: Hermann Abendroth
15. 1946–1948: Herbert Albert
16. 1949–1962: Franz Konwitschny
17. 1964–1968: Václav Neumann
18. 1970–1996: Kurt Masur
19. 1998-2005: Herbert Blomstedt
20. 2005-2016: Riccardo Chailly
21. od roku 2018: Andris Nelsons

### Čestní dirigenti
- Kurt Masur (1996–2015)
- Herbert Blomstedt (od roku 2005)